# Оровілл-Іст (Каліфорнія)
Оровілл-Іст (англ. Oroville East) — переписна місцевість (CDP) в США, в окрузі Б'ютт штату Каліфорнія. Населення — 8038 осіб (2020).

## Географія
Оровілл-Іст розташований за координатами 39°29′37″ пн. ш. 121°29′18″ зх. д. / 39.49361° пн. ш. 121.48833° зх. д. (39.493477, -121.488400).  За даними Бюро перепису населення США в 2010 році переписна місцевість мала площу 57,82 км², з яких 57,36 км² — суходіл та 0,45 км² — водойми.

## Демографія
Згідно з переписом 2010 року, у переписній місцевості мешкало 8280 осіб у 3349 домогосподарствах у складі 2304 родин. Густота населення становила 143 особи/км².  Було 3674 помешкання (64/км²).
Расовий склад населення:
| - 82,5 % — білих - 5,8 % — корінних американців - 3,6 % — азіатів - 1,5 % — чорних або афроамериканців - 0,1 % — вихідців з тихоокеанських островів - 1,8 % — осіб інших рас |

До двох чи більше рас належало 4,8 %. Частка іспаномовних становила 8,5 % від усіх жителів.
За віковим діапазоном населення розподілялося таким чином: 20,1 % — особи молодші 18 років, 56,8 % — особи у віці 18—64 років, 23,1 % — особи у віці 65 років та старші. Медіана віку мешканця становила 48,8 року. На 100 осіб жіночої статі у переписній місцевості припадало 97,5 чоловіків;  на 100 жінок у віці від 18 років та старших — 95,5 чоловіків також старших 18 років.
Середній дохід на одне домашнє господарство  становив 60 306 доларів США (медіана — 47 721), а середній дохід на одну сім'ю — 72 992 долари (медіана — 60 618). Медіана доходів становила 48 770 доларів для чоловіків та 36 696 доларів для жінок. За межею бідності перебувало 13,0 % осіб, у тому числі 8,2 % дітей у віці до 18 років та 7,7 % осіб у віці 65 років та старших.
Цивільне працевлаштоване населення становило 2904 особи. Основні галузі зайнятості: освіта, охорона здоров'я та соціальна допомога — 24,2 %, мистецтво, розваги та відпочинок — 15,1 %, будівництво — 11,6 %, науковці, спеціалісти, менеджери — 10,0 %.